# Cámara de Delegados de Palaos
La Cámara de Delegados de Palaos es junto al Senado el órgano que ostenta el poder legislativo de Palaos.

## Presidentes de la Cámara de Delegados (1985-presente)
| Nombre              | Asumió el cargo     | Dejó el cargo     | Notas       |
| ------------------- | ------------------- | ----------------- | ----------- |
| Carlos Salii        | Enero de 1981       | Julio de 1985     | [ 3 ] [ 4 ] |
| Santos Olikong      | Julio de 1985       | Noviembre de 1988 | [ 3 ]       |
| Shiro Kyota         | Enero de 1989       | Noviembre de 1992 | [ 5 ]       |
| Surangel S. Whipps  | 28 de enero de 1993 | Noviembre de 1996 | [ 5 ]       |
| Ignacio Anastacio   | Enero de 1997       | Noviembre de 2000 |             |
| Mario S. Gulibert   | Enero de 2001       | Abril de 2004     | [ 6 ]       |
| Antonio Bells       | Abril de 2004       | Noviembre de 2004 |             |
| Augustine Mesebeluu | Enero de 2005       | Abril de 2007     |             |
| Antonio Bells       | Abril de 2007       | Noviembre de 2008 |             |
| Noah Idechong       | 15 de enero de 2009 | Noviembre 2012    | [ 7 ]       |
| Sabino Anastacio    | Enero de 2013       | en el cargo       |             |